# رشاد بن محمود فرعون
رشاد بن محمود فرعون وزير ودبلوماسي ومستشار للملك عبد العزيز آل سعود، تولى منصب وزير الصحة من عام 1953 إلى عام 1960م.

## نشأته
ولد في سوريا عام 1910م، ودرس الطب في سوريا، وعمل طبيباً في الجيش الفرنسي الموجود آنذاك في سوريا، واتصل مع مدحت شيخ الأرض الذي كان طبيباً للملك عبد العزيز آل سعود فسافر إلى المملكة عام 1936م.

## المناصب التي تولاها
- عينه الملك عبد العزيز طبيباً للأسرة المالكة ثم طبيباً خاصاً لدى الملك حتى عام 1947م.
- عينه الملك مستشاراً له ثم وزيراً مفوضاً للمملكة في باريس، حيث قدم أوراق اعتماده في 2 جمادى الآخرة عام 1368هـ/ الموافق 8 أبريل عام 1943م.
- تدرج في المناصب حتى أصبح وزيراً مفوضاً في مدريد ثم وزيراً للصحة عام 1953م حتى عام 1960م ثم سفيراً في باريس مرة أخرى ثم مستشاراً للملك فيصل، وحضر لقاء الملك عبد العزيز مع الملك فاروق ولقاء الملك عبد العزيز مع الرئيس الأمريكي روزفلت وعمل في اللجنة القانونية السعودية للجمعية العامة للأمم المتحدة في سنة 1948م، وترأس وفد المملكة إلى مؤتمر اليونسكو العام سنة 1949م.[2]

## أعماله في الرياض
- عمل طبيباً لدى الأسرة المالكة
- عمل في مستشفى «القري» القريب من دائرة الشرطة بشارع الثميري لعلاج الناس وكانت تُصرف لهم الأدوية مجاناً.[3]

## وفاته
توفي في جدة بتاريخ27-5-1411هـ الموافق 25-12-1990م.

## انظر ايضاً
- عبد العزيز آل سعود
- مدحت شيخ الأرض
- وزارة الصحة (السعودية)

## روابط خارجية
- رشاد فرعون وعفيف محمصاني ومدحت شيخ الأرض والبدايات الأولى للتطبيب.